# Hood Billionaire
Albums de Rick Ross
Mastermind
(2014) Black Market
(2015)
Singles
1. Elvis Presley Blvd.
Sortie : 19 septembre 2014
2. Keep Doin' That (Rich Bitch)
Sortie : 6 octobre 2014
3. Nickel Rock
Sortie : 4 novembre 2014

Hood Billionaire est le septième album studio de Rick Ross, sorti le 24 novembre 2014.
L'album s'est classé 2e au Top R&B/Hip-Hop Albums et au Top Rap Albums, 4e au Top Digital Albums et 6e au Billboard 200.

## Liste des titres
| No  | Titre                                                                          | Durée |
| --- | ------------------------------------------------------------------------------ | ----- |
| 1.  | Intro                                                                          | 2:07  |
| 2.  | Hood Billionaire (Produit par Lex Luger et Deedotwill)                         | 3:57  |
| 3.  | Coke Like the 80’s (Produit par Beat Billionaire)                              | 4:48  |
| 4.  | Heavyweight (featuring Whole Slab – Produit par Beat Billionaire)              | 4:06  |
| 5.  | Neighborhood Drug Dealer (Produit par Metro Boomin)                            | 3:53  |
| 6.  | Phone Tap                                                                      | 4:38  |
| 7.  | Trap Luv (featuring Yo Gotti – Produit par Deonte « MoneyBag$ » Hayes)         | 4:10  |
| 8.  | Elvis Presley Blvd. (featuring Project Pat – Produit par DJ Toomp)             | 6:02  |
| 9.  | Movin’ Bass (featuring Jay-Z – Produit par Timbaland)                          | 4:23  |
| 10. | If They Knew (featuring K. Michelle – Produit par Timbaland)                   | 4:34  |
| 11. | Quintessential (featuring Snoop Dogg)                                          | 3:13  |
| 12. | Keep Doin' That (Rich Bitch) (featuring R. Kelly – Produit par V12 The Hitman) | 4:13  |
| 13. | Nickel Rock (featuring Boosie Badazz – Produit par Tracy Tyler)                | 4:47  |
| 14. | Burn (Produit par Beat Billionaire)                                            | 5:15  |
| 15. | Family Ties (Produit par Cardiak CritaCal)                                     | 3:42  |
| 16. | Brimstone (featuring Big K.R.I.T. – Produit par Big K.R.I.T.)                  | 5:56  |

| 17. | Wazzup                                                      | 3:38 |
| 18. | Headache (featuring French Montana – Produit par Bassivity) | 4:51 |